# Fuchinobe (cràter)
Fuchinobe és un cràter de l'asteroide del tipus Apol·lo, Itokawa, situat amb el sistema de coordenades planetocèntriques a 34 ° de latitud nord i 269 ° de longitud est. Fa un diàmetre de 0.04 km. El nom va ser fet oficial per la UAI el 18 de febrer de 2009 i fa referència a Fuchinobe, localització a la ciutat de Sagamihara (Japó) de la seu del campus universitari d'Aoyama Gakuin.